# Diplolophium somaliense
Diplolophium somaliense là một loài thực vật có hoa trong họ Hoa tán. Loài này được Verdc. mô tả khoa học đầu tiên năm 1963.